# Sport en France (chaîne de télévision)
Pour l'article homonyne sur le sport français, voir Sport en France
Sport en France est une chaîne de télévision française du Comité national olympique et sportif français (CNOSF) créée en 2019 et éditée par Media365. Sport en France a pour but de diffuser gratuitement en direct des sports méconnus ou peu mis en valeur auprès du grand public à la télévision et en numérique. La chaîne est suivie en moyenne chaque mois par près de 2,2 millions de téléspectateurs (source : médiamétrie juin 2024).
En mai 2021, Sport en France a lancé la version application de sa chaîne, une plateforme OTT dédiée à tous les sports et aux fédérations qui peuvent y diffuser leurs propres directs et vod.
En juillet 2024, Sport en France a lancé la nouvelle version de sa plateforme multi-live : Sport en France Plus.

## Histoire
Le 19 février 2019, le Comité national olympique et sportif français annonce le choix de Media365 de créer une chaîne de télévision destinée à promouvoir l'ensemble des sports dans sa diversité. Cette chaîne vise une offre à la fois exhaustive et non exclusive de diffusion du sport à la télévision, tous les médias pouvant demander de disposer gratuitement des images.
Le 28 mai 2019 à 6 h, Sport en France est lancé sur les bouquets des principaux opérateurs. La chaîne garantit 500 heures de programme original chaque année, soit minimum 10 heures hebdomadaires. En plus des compétitions, la chaîne, diffusée 24 heures sur 24, proposera magazines, événements en direct et débats sur le sport. La chaîne veut mettre en valeur les 107 fédérations membres du CNOSF.
À compter du 1er janvier 2021, France.tv Publicité devient la régie publicitaire exclusive de la chaîne sportive.
En janvier 2021, la chaîne sportive annonce un partenariat avec France Télévisions visant à partager la diffusion de compétitions et de contenus, en particulier sur le numérique. Sport en France pourra rediffuser des reportages et documentaires issus des magazines Stade 2 et Tout le sport, tandis que le service public aura la possibilité de diffuser en direct sur sa plateforme numérique France.tv, à la rubrique sport, des événements de la chaîne du CNOSF, qui mise sur la visibilité du groupe public sur les réseaux sociaux. La Ligue Butagaz Énergie est le premier championnat à avoir bénéficié de ce partenariat, dès le 6 janvier avec la co-diffusion en direct du match Brest-Metz à la fois sur Sport en France et sur France.tv Sport. De la même façon, des matches de l'Euroligue de basket féminin ont été retransmis sur ces deux canaux, ou encore le tournoi international de tir à l'arc de Nîmes (Nîmes Archery Tournament) qui l'est également.
Début juin 2021, à l'occasion de ses deux ans d'existence, la chaîne lance une application mobile permettant aux fédérations d'élargir leur champ de diffusion.
En 2024, à l'occasion des Jeux Olympiques de Paris 2024, la chaîne lance une nouvelle plateforme gratuite de multi-live : Sport en France Plus.

## Programmes
Sport en France diffuse plusieurs émissions dont La victoire est en elles, consacrée au sport féminin et présentée par Alexandre Delpérier. Sont également tournés reportages et documentaires, en formats courts (3 à 6 minutes) ou plus longs (13 et 26 minutes) autour des fédérations, du « geste parfait » ou des grands moments vécus par des sportifs au cours de leur carrière.
Parmi les autres émissions présentes sur la chaîne figurent Génération jeunes, consacrée aux espoirs du sport et présentée par Maxine Eouzan, ancienne athlète de haut niveau et gagnante de la 22e édition de l'émission de téléréalité Koh-Lanta, ou encore les Grandes Questions du sport, présenté par Patrick Chêne et axé les débats qui animent le monde du sport comme le dopage, le esport, les Jeux olympiques, la performance, les violences ou encore les bénévoles.
Les émissions sont diffusées chaque soir du lundi au vendredi à 19h.
Pour sa troisième saison (2021/2022), Sport en France a annoncé en septembre 2021 le lancement de trois nouveaux formats de magazine sur le terrain ainsi que l’arrivée d’anciennes sportives de haut niveau aux côtés de Maxine Éouzan. Il s’agit de Marie Martinod, double vice-championne Olympique de ski freestyle et Gevrise Emane triple championne du monde de judo. La diffusion de ces magazines a débuté en décembre 2021.
Pour sa quatrième saison (2022/2023), Sport en France lance une nouvelle émission dédiée aux Athlètes de Haut Niveau. L'émission Athlètes est co-présentée par deux anciennes sportives de haut niveau Maxine Eouzan et Marie Martinod.
Pour sa cinquième saison (2023/2024), Sport en France développe de nouveaux rendez-vous chaque semaine diffusés sur la plateforme Twitch et sur l'antenne linéaire. Ces deux nouveaux programmes sont une émission hebdomadaire multisports SportStream et une émission hebdomadaire dédié au monde du Mixed Martial Arts nommée MMA Chill & Fight présentée par Lucien Jahan et Sebastien Loew speaker officiel en MMA. Sport en France a lancé en 2023 un nouveau programme dédié aux coulisses des compétitions qu'ils diffusent. Le Programme INSIDE fait découvrir les compétitions de l'intérieur une semaine l'évènement.

### Retransmissions sportives
Depuis 2019, Sport en France est diffuseur officiel de plusieurs compétitions. Parmi les retransmissions sportives en direct de la chaîne figurent :

#### Hockey sur glace
- le championnat de France de hockey sur glace (Diffuseur officiel de la saison 2020. Sport en France diffusait 20 matchs par saison jusqu'en 2024. Pour la saison 2024/2025, Sport en France a diffusé plus de 40 matchs de saison régulière , le plus souvent le vendredi).
- les phases finales des playoffs de Ligue Magnus  (1/4 de finale, 1/2 finale, Finales : à partir du match 3)
- Les finales de D1

#### Basket-ball
- le championnat de France de basket-ball (de 2020 à 2022[11])
- le championnat de France de basket-ball de Pro B (un ou deux matchs par journée en 2020-2021[11])
- l'EuroLigue féminine de basket-ball (depuis 2021) : matchs de Basket Landes[12])
- l’Eurocoupe féminine de basket-ball (depuis 2022) : matchs de Bourges
- le championnat de France féminin de basket-ball (depuis 2021)

#### Volley-ball
- la ligue des champions masculine et féminine de volley-ball (9 matchs de poule des clubs français pour la saison 2019-2020[13])
- le championnat de France masculin et féminin de volley-ball (20 à 25 matchs par saison en 2020[14])
- Finale de la Coupe de France féminine en 2021, 2022, 2023[15], 2025[16].
- Ligue A féminine depuis la saison 2023-2024 : un match par journée de saison régulière, puis un par tour de play-offs[17].

#### Handball
- le championnat de France féminin de handball (au moins 20 matchs de 2019 à 2022)[18],[19]

#### Natation et triathlon
- les championnats de France de natation
- les championnats de France de triathlon

#### Cyclisme
- la Coupe de France de cyclo-cross
- le Tour de Bretagne féminin
- le Circuit des Ardennes international

#### Rally et cyclo-cross
- le championnat de France des rallyes, le championnat de France de rallycross

#### Tennis de table
- le championnat de France de tennis de table

#### Judo
- les championnats de France de judo

#### Football américain
- Les matchs de l'équipe de France de football américain
- le championnat de France de football américain D1 (4 matchs de saison régulière et les demi-finales et la finale)

#### Rugby à XIII
- Le championnat de France masculin[20](en direct, comme en rediffusion[21],[22])
- Les matchs des équipes de France de rugby à XIII, masculine, comme féminine[23]
- Les matchs des Dragons catalans à domicile en 2021[20]
- Certains matchs du Toulouse Olympique à XIII à domicile.

#### Squash
À la suite d'un accord avec la Fédération française de squash et l'Association professionnelle de squash, Sport en France diffuse depuis 2025
- les tournois platinum (matchs des françaises, français et dernier carré) avec des commentaires en français;
- les compétitions internationales et nationales se déroulant en France  (Paris Squash 2025, Élite, Plays-off N1/N2/N3, championnats d'Europe de squash...);
- tous les trimestres une émission télé Squash, le mag qui met en avant le squash sous toutes ses formes et les acteurs qui s'y engagent au quotidien;

## Organisation
Sport en France emploie une quinzaine de personnes et possède trois plateaux à Boulogne-Billancourt. Propriété du CNOSF, la chaîne est éditée par Media365, filiale de Reworld Media, et dirigée par Guillaume Sampic et Romain Schindler, ancien directeur de la rédaction des chaînes de télévision Sport365 et Orange Sport.

## Diffusion
Sport en France est disponible dès le 28 mai 2019 partout en France par le satellite, le câble et l'IPTV. Que ce soit sur Orange (chaîne no 174), Bouygues (no 192), Free (no 190), puis à partir du 25 juin, sur SFR (no 129).
La chaîne est diffusée également en streaming sur son site internet et sur Molotov TV depuis décembre 2019.
Depuis le 6 février 2024, la chaîne Sport en France est reprise sur Canal+  en HD (Numérotation CANAL+ : 78 / Numérotation TNT : 109) et accessible gratuitement également sur MyCanal.